# Toyota Aygo
Toyota Aygo er en mikrobil fra Toyota med fire siddepladser og enten tre eller fem døre, primært tilegnet det europæiske marked.
Ved introduktionen i juli 2005 var modellen frem til introduktionen af den mindre Toyota iQ den mindste personbilsmodel fra Toyota. Aygo henvender sig til en ung køberkreds. Navnet Aygo betyder I go (engelsk for jeg kører). 

## Foranstaltninger til prisnedsættelse
Aygo bygges sammen med søstermodellerne Citroën C1 og Peugeot 107 på Toyota Peugeot Citroën Automobile (TPCA)s fabrik i Kolín i Tjekkiet. Alle tre modeller drives af den samme trecylindrede VVT-i-benzinmotor på 1,0 liter med 50 kW (68 hk) fra Daihatsu Sirion. Af besparelsesgrunde er i modsætning til de fleste andre biler fører- og passagersædet identisk; indtrækket er klæbet direkte på polstringen. De bageste sideruder på femdørsmodellen er trækruder, hvorved rudeføring og -optræk kan spares. Det fra fabrikken tilgængelige ekstraudstyr omfatter kun fem positioner, hvilket forenkler produktionsforløb og lagerbeholdning.
Samarbejdet mellem PSA og Toyota omkring trillinge-bilerne ophører fra 2021.

## Sikkerhed
Ved konceptionen lagde Toyota vægt på sikkerhed. Bilen fik i Euro NCAPs kollisionstest en karakter på fire stjerner (26 point) for personsikkerhed og tre stjerner (36 point) for børnesikkerhed. Også temaet fodgængersikkerhed havde under udviklingen høj prioritet.
Senere i 2012 er karakteren på tre stjerner (25 point).
- Bagfra
- Toyota Aygo tredørs (2005–2009)

## Modelhistorie
I september 2004 fremkom de første billeder af prototypen. Den 1. marts 2005 kom Aygo på markedet som tre- og femdørs, og samtidig startede serieproduktionen hos TPCA i Kolin, Tjekkiet. I maj offentliggjordes resultatet af Euro NCAPs kollisionstest for den identiske Citroën C1: Fire stjerner (af fem mulige). I august fik Aygo et sportsligt udseende med TTE-logo.
På Frankfurt Motor Show præsenteredes i september 2005 en Aygo med dieselmotor. Fra januar 2006 kunne modellen mod merpris fås med automatgear, som med tipfunktion også kan skifte manuelt.
I juni 2006 præsenterede Toyota en køreklar prototype med 200 hk på British Motor Show i London.
Fra marts 2007 blev ESP standardudstyr i udstyrsvarianten "Club", og kunne til "Aygo" og "City" samt alle specialmodeller fås som ekstraudstyr mod merpris.

## Facelifts

### 2009
I slutningen af 2008 gennemgik Aygo et lille facelift. Den faceliftede Aygo kom på markedet den 24. januar 2009.
Ved faceliftet blev luftindtagene i frontpartiet modificeret og en ny sidelinie introduceret. Samtidig blev baglygterne forsynet med kromringe, og femdørsmodellen fik sorte i stedet for i bilens farve lakerede B-søjler. Brændstofforbruget blev gennem brugen af "Toyota Optimal Drive"-konceptet nedsat yderligere, så bilen nu udleder 106 g/km CO2 mod før 109. Dette blev opnået gennem benyttelsen af en friktionsnedsættende motorolie.
- Toyota Aygo tredørs (2009–2012)
- Bagfra

### 2012
Et yderligere facelift fulgte i foråret 2012, hvor frontskørterne blev modificeret og bilen fik LED-dagkørelys. Motoren blev også modificeret, så den med uændret effekt nu forbruger 4,4 liter benzin pr. 100 km og kun udleder 102 g/km CO2
- Toyota Aygo femdørs (2012−)
- Bagfra

## Modelvarianter
Den i starten af 2006 introducerede 1,4-liters dieselmotor med 40 kW/54 hk (firecylinder fra PSA Peugeot Citroën) kunne kun fås på visse markeder som f.eks. Schweiz, Belgien, Danmark og Frankrig, og blev senere taget af modelprogrammet. Aygo findes i følgende udstyrsvarianter:
- Aygo (indstigningsmodel)
- Aygo City (centrallåsesystem, cd-afspiller, el-ruder samt delt bagsæderyglæn)
- Aygo Club (som City samt ESP (af Toyota benævnt VSC/Vehicle Stability Control) med antispinregulering (ASR, af Toyota benævnt TRC/Traction Control), tågeforlygter, alufælge samt omdrejningstæller)
- Aygo Cool (marts 2006)
- Aygo Black (juni 2006)
- Aygo Blue (maj 2007)
- Aygo CKin2U (september 2007. Calvin Klein specialmodel, udtales c-k-in-to-you)
- Aygo Team (maj 2008)
- Aygo CoolBlue (januar 2009)
- Aygo CoolRed (april 2010)

Siden januar 2011:
- Aygo (indstigningsmodel)
- Aygo Cool (klimaanlæg, centrallåsesystem med fjernbetjening, cd-afspiller, el-ruder samt delt bagsæderyglæn)
- Aygo Edition (multimedie- og navigationssystem Connect, touchscreen, USB-tilslutning med iPod-styring samt lydkit)

## Tekniske specifikationer
Bilen findes både med femtrins manuel gearkasse eller med den semiautomatiske femtrins MultiMode-gearkasse. Aygo har en vendediameter på 9,46 m og er ikke egnet til anhængerkørsel. Brændstoftanken kan rumme 35 liter.
| Model       | Cylindre | Ventiler | Slagvolume cm³ | Max. effekt kW (hk) / omdr. | Max. drejningsmoment Nm / omdr. | Motorkode | 0-100 km/t sek. | Topfart km/t | Byggeår     |
| ----------- | -------- | -------- | -------------- | --------------------------- | ------------------------------- | --------- | --------------- | ------------ | ----------- |
| Benzinmotor |          |          |                |                             |                                 |           |                 |              |             |
| 1.0         | 3        | 12       | 998            | 50 (68) / 6000              | 93 / 3600                       | 1KR-FE    | 14,2            | 157          | 2005 −      |
| Dieselmotor |          |          |                |                             |                                 |           |                 |              |             |
| 1.4 D-4D1   | 4        | 8        | 1398           | 40 (54) / 4000              | 130 / 1750                      | 2WZ-TV    | 16,8            | 154          | 2006 − 2008 |

1 Kun for visse eksportlande